# Levante de Praga
O Levante de Praga (em tcheco/checo:  Pražské povstání) foi uma tentativa feita pela resistência tcheca para tentar libertar a cidade de Praga, capital da Tchecoslováquia ocupada pela Alemanha Nazista durante a Segunda Guerra Mundial. Os combates começaram a 5 de maio de 1945, logo perto do fim do conflito. A luta tomou conta das principais ruas da cidade e deixou milhares de mortos. Finalmente, a 8 de maio, os alemães conseguiram sobrepujar boa parte da resistência e exigiram um cessar-fogo. Isso foi devido ao avanço do Exército Vermelho na região, fazendo com que os nazistas não conseguissem usufruir dessa vitória. Os rebeldes então aceitaram o acordo e os alemães se retiraram sem serem molestados. No dia seguinte ao fim dos combates, tropas soviéticas marcharam em Praga.